# Учредительное собрание Италии

Первое заседание Конституционной ассамблеи, 25 июня 1946.

Конституционная ассамблея Итальянской республики (итал. Assemblea Costituente della Repubblica Italiana), более известная в русскоязычной историографии как Учредительное собрание Италии, — выборный законодательный орган, имевший своей целью выработать новую конституцию для нового итальянского государства — Итальянской Республики. Была избрана всеобщим голосованием 2 июня 1946 года. Одновременно с голосованием проходил конституционный референдум, на котором большинство населения высказалось за республиканскую форму правления.
Ассамблея работала с 25 июня 1946 по 31 января 1948 года. Заседания проходили во дворце Монтечиторио в Риме.
22 декабря 1947 года Ассамблея приняла окончательный текст Конституции Итальянской Республики, которая вступила в силу 1 января 1948.
Помимо принятия текста конституции, Ассамблея также исполняла три иных функции: выдавала мандат доверия правительству, принимала государственный бюджет и ратифицировала международные соглашения.
В том числе, Ассамблеей был ратифицирован Парижский мирный договор, установивший условия мира с Антигитлеровской коалицией.

## Состав ассамблеи
В Ассамблею, по принятому избирательному закону, выборы должны были проводиться по всей стране в 32 округах по избирательным спискам, места среди которых распространялись по пропорциональной системе. Закон предполагал избрание 573 депутатов, но выборы, по причине неопределённости статуса и действия там оккупационного режима союзников, не проводились на территориях Больцано, Триест, Гориция, Пола, Зара и Фиуме.
Всего на выборах было избрано 556 депутатов. Крупнейшие фракции образовали Христианско-демократическая (207 депутатов), Социалистическая (115) и Коммунистическая (104) партии.
28 июня Ассамблея избрала временным главой государства (взамен утратившего власть монарха) Энрико Де Никола. Несмотря на попытку уйти в отставку в 1947 году, он был переизбран на этот пост.

## Правительства
- Второе правительство Де Гаспери
  - С 13 июля 1946 по 28 января 1947
  - Председатель совета министров: Альчиде Де Гаспери (Христианско-демократическая партия)
  - Партии, участвующие в правительстве: ХДП, ИКП, ИСППЕ, ИРП
- Третье правительство Де Гаспери
  - Со 2 февраля 1947 по 13 мая 1947
  - Председатель совета министров: Альчиде Де Гаспери (ХДП)
  - Партии, участвующие в правительстве: ХДП, ИКП, ИСП
- Четвёртое правительство Де Гаспери
  - С 31 мая 1947 по 23 мая 1948
  - Председатель совета министров: Альчиде Де Гаспери (ХДП)
  - Партии, участвующие в правительстве: ХДП, ИЛП, СПИТ, ИРП

## Председатели Конституционной ассамблеи
- Джузеппе Сарагат, ИСП
  - С 25 июня 1946 по 6 февраля 1947.
- Умберто Террачини, ИКП
  - С 8 февраля 1947 по 31 января 1948.